# Ignacio Rambla Algarín
Ignacio Rambla Algarín (Jerez de la Frontera, 2 de enero de 1964) es un jinete español que compitió en la modalidad de doma. Ha trabajo desde sus inicios en la Real Escuela Andaluza del Arte Ecuestre, entre 1996 y 2002 fue el director técnico y desde 2002 se ocupa del área de competiciones deportivas.
Participó en dos Juegos Olímpicos de Verano, obteniendo una medalla de plata en Atenas 2004, en la prueba por equipos (junto con Beatriz Ferrer-Salat, Juan Antonio Jiménez y Rafael Soto Andrade), y el séptimo lugar en Atlanta 1996, en la misma prueba.
Ganó una medalla de bronce en el Campeonato Mundial de Doma de 2002 y dos medallas en el Campeonato Europeo de Doma, plata en 2003 y bronce en 2005.

## Palmarés internacional
| Juegos Olímpicos   | Juegos Olímpicos              | Juegos Olímpicos  | Juegos Olímpicos |
| Año                | Lugar                         | Medalla           | Categoría        |
| ------------------ | ----------------------------- | ----------------- | ---------------- |
| 2004               | Atenas (Grecia)               | Medalla de plata  | Por equipos      |
| Campeonato Mundial |                               |                   |                  |
| Año                | Lugar                         | Medalla           | Categoría        |
| 2002               | Jerez de la Frontera (España) | Medalla de bronce | Por equipos      |
| Campeonato Europeo |                               |                   |                  |
| Año                | Lugar                         | Medalla           | Categoría        |
| 2003               | Hickstead (Reino Unido)       | Medalla de plata  | Por equipos      |
| 2005               | Hagen (Alemania)              | Medalla de bronce | Por equipos      |